# Мула (ислам)
Мула (перс. и арап. ملا; хебр. מולא) је персијска верска титула која долази из речи маула (учитељ) и обиљежава најниже шиитске верске представнике.
Мула има довољно теолошког знања да може посредовати у расправама, али није школован у 15 до 18 година дугом курсу (дванаестника), који је значајан у шиитском Ирану и отвара врата у вишу хијерархију - хијерархија муџехида, који су овлашћени, као ајатоле, да самостално одлучују у правно-верским речима. Овлашћење муле је слично овлашћењима сунитских улема.
Иранска револуција 1979. године је дјелимично последица дјеловања мула.